# Lamminsaari (ö i Birkaland)
Lamminsaari är en ö i Finland. Den ligger i sjön Vaskivesi och Visuvesi och i kommunen Virdois i den ekonomiska regionen  Övre Birkalands ekonomiska region  och landskapet Birkaland, i den sydvästra delen av landet, 230 km norr om huvudstaden Helsingfors. Öns area är 21 hektar och dess största längd är 0,7 kilometer i nord-sydlig riktning.